# Winterabend in Gagra
Winterabend in Gagra (Originaltitel: Зимний вечер в Гаграх, Simni wetscher w Gagrach) ist ein sowjetischer Spielfilm unter der Regie von Karen Schachnasarow aus dem Jahr 1985.

## Handlung
In einem Fernsehstudio bereitet man sich auf die Aufnahme eines Stepptänzers vor, der mit Orchesterbegleitung den Tanz eines Gauchos darbieten soll. Die Kamera versagt jedoch und während der Reparatur beschäftigen sich die Künstler mit Improvisationen im Tanz und in der Musik, sowie mit anderen Dingen, bis die Aufzeichnung abgeschlossen werden kann.
Die Proben zum neuen Programm, welches EDV heißt und zeigen soll, was Technik und Kunst gemeinsam haben, eines Varietétheaters beginnen. Der Trainer der Tänzer ist der ehemalige bekannte Stepptänzer Alexei Iwanowitsch Beglow. Während einer Pause meldet sich ein Arkadi Gratschow aus Workuta bei ihm und bittet darum, im Stepptanz unterrichtet zu werden, da ihm Bekannte gesagt haben, dass er Talent dazu hätte. Beglow lehnt das erst ab, da er noch nie privat Unterricht erteilt hat, lässt sich aber durch die zu erwartende Bezahlung überzeugen. Mit dem Geld will er sich den schon lange gehegten Wunsch erfüllen, eine gebrauchte Couch zu kaufen, die er schon in einem Möbelgeschäft gesehen hat.
Im Fernsehen sieht Beglow eine Sendung, die sich Vergessene Namen nennt, und erkennt sich selbst in einem alten Ausschnitt, in dem er den Gaucho tanzt. Anschließend erläutert der Moderator, dass Alexei Beglow bereits nicht mehr unter den Lebenden weilt. Jetzt ruft er zuerst seine geschiedene Frau an und sagt ihrem neuen Mann, dass er noch lebt. Dann spricht er mit Gratschkow, der in einem Moskauer Zirkus als Tierpfleger arbeitet, über das Gesehene. Beide fahren zum Fernsehsender, deren verantwortlicher Redakteur sich entschuldigt und verspricht, die Wahrheit in der nächsten Sendung aufzuklären. Im Anschluss spricht er noch am Telefon mit seiner Tochter, die aber keine Zeit hat, da sie sich auf eine Prüfung vorbereiten muss. Wieder zu Hause angekommen, träumt er von seiner erfolgreichen Zeit als Stepptänzer.
Am nächsten Tag im Varieté erfährt er, dass viele die Sendung gesehen und auch schon das Geld für einen Kranz gesammelt haben, welches er jetzt als Geschenk erhalten soll. Der Regisseur ist von der Gaucho-Nummer so begeistert, dass er sie in das Programm mit einbauen möchte. Da es keine Stepptänzer mehr gibt, will Beglow seinen Schüler Gratschkow überzeugen, die Rolle zu übernehmen. Doch dieser hat erkannt, dass er für den Stepp nicht geeignet ist. Am nächsten Morgen bekommt Beglow Besuch von seiner Tochter, die ihn bittet, nicht zu ihrer Hochzeit zu kommen, was ihn sehr trifft. Diese Tochter konnte bereits im Alter von drei Jahren steppen und wenn sie ihren Vater um etwas bitten wollte, konnte sie es mit einem Stepp immer wieder erreichen.
Beglow verabschiedet sich im Varieté und will sich von dem geschenkten Geld im Möbelgeschäft das ausgesuchte Sofa kaufen. Dieses wurde aber in der Zwischenzeit verkauft, da man dachte, dass er gestorben wäre. Wieder auf der Straße angekommen bricht er zusammen und kommt in ein Krankenhaus. Hier besucht ihn der verhinderte Stepptänzer, der ein Fernsehgerät mitbringt, damit beide sich die Sendung Vergessene Namen mit der Entschuldigung anzusehen können. Anschließend erzählt Beglow noch sein schönstes Erlebnis, welches er mit seiner kleinen Tochter hatte: Beide fahren im Winter in den fast leeren Kurort Gagra und gemeinsam treten sie mit einem Stepptanz auf. Mit dieser Erinnerung schließt er für immer die Augen. Aus Arkadi Gratschow wird aber eventuell doch noch ein Stepptänzer.

## Produktion
Der in Farbe gedrehte Film hatte Dezember 1985 unter dem Titel Зимний вечер в Гаграх in der Sowjetunion Premiere und hier über 12,7 Millionen Zuschauer.
In Deutschland wurde er erstmals am 25. Oktober 1991 im Berliner Filmtheater Friedrichstraße im Haus der Sowjetischen Wissenschaft und Kultur in Originalsprache mit deutschen Untertiteln aufgeführt.